# Edmond Ardisson
Pour les articles homonymes, voir Ardisson.
Jules André Edmond Ardissono dit Edmond Ardisson, né le 23 octobre 1904 à Marseille et mort le 30 novembre 1983 à Jouarre (Seine-et-Marne), est un acteur et un chanteur français.
Il a fait partie des seconds rôles très appréciés du public francophone.

## Biographie
Premier prix de coiffure pour dames,, il quitte les rouleaux et la Canebière pour Paris après avoir remporté, sous le nom de Moned, le grand premier prix des fantaisistes au Championnat théâtral amateur organisé par la revue Artistica en août 1927. Ce prix avait été remporté l'année précédente par Andrex. 
Découvert par Jean Renoir pour La Marseillaise en 1937, il poursuit une carrière de second rôle dans plus de soixante-dix films, abordant également la télévision, entre autres dans Paul Gauguin de Roger Pigaut, La Demoiselle d'Avignon de Michel Wyn, La caméra explore le temps pour La Vérité sur l'affaire du courrier de Lyon de Stellio Lorenzi. Sa notoriété s'étend avec l'émission télévisée Au théâtre ce soir, notamment en interprétant l'agent Maximin dans La Perruche et le Poulet.
Il joue aussi dans de nombreuses pièces de théâtre, y compris, La Famille Bonnafoux d'André Negis, Nous irons à Valparaiso et Domino de Marcel Achard, César de Marcel Pagnol, Liberté provisoire de Michel Duran, La Machine à coudre.
Décédé à l'hôpital de Jouarre au terme d'une longue maladie, il repose dans le caveau de famille Ardissono-Tourtin au cimetière de Pierrelatte dans la Drôme.

## Filmographie

### Cinéma

#### Courts métrages
- 1946 : Un beau contrat de Jean-Devaivre
- 1946 : Symphonies de Jean-Devaivre
- 1947 : Coup de soleil de Marcel Martin
- 1947 : Paris, une nuit de Jean-Devaivre
- 1947 : La Télévision, œil de demain de J.K Raymond-Millet
- 1977 : Le Petit Vieux de Georges Spicas

#### Longs métrages
- 1938 : Alerte en Méditerranée de Léo Joannon : Le matelot Jaubert
- 1938 : La Marseillaise de Jean Renoir : Jean-Joseph Bomier, le maçon
- 1939 : Quartier Latin de Pierre Colombier et Christian Chamborant : Biscoule
- 1940 : L'Héritier des Mondésir d'Albert Valentin : Justin, le chauffeur
- 1946 : Dernier Refuge de Marc Maurette : Le petit gars
- 1948 : Croisière pour l'inconnu de Pierre Montazel : Un inspecteur
- 1948 : Le Secret de Monte-Cristo d'Albert Valentin : Guilhern Savori
- 1948 : Sombre dimanche de Jacqueline Audry : Le portier
- 1949 : Manon d'Henri-Georges Clouzot : Pascal, le second du navire
- 1949 : L'École buissonnière de Jean-Paul Le Chanois : M. Pourpre, le coiffeur
- 1949 : Je n'aime que toi de Pierre Montazel : Le chauffeur
- 1949 : Millionnaires d'un jour d'André Hunebelle : Le directeur
- Non réalisé : L'Île des enfants perdus, de Marcel Carné[9]
- 1950 : La Belle que voilà de Jean-Paul Le Chanois : Un gardien de prison
- 1950 : Le Traqué de Franck Tuttle et Boris Lewin : Mattéi
- 1950 : Prélude à la gloire de Georges Lacombe
- 1951 : Sous le ciel de Paris de Julien Duvivier : Un camelot
- 1951 : Édouard et Caroline de Jacques Becker : Le coiffeur
- 1951 : Les miracles n'ont lieu qu'une fois d'Yves Allégret : L'employé
- 1951 : Le Plus Joli Péché du monde de Gilles Grangier : Victor
- 1952 : La Maison dans la dune de Georges Lampin
- 1952 : La Table-aux-crevés d'Henri Verneuil : Cugne
- 1952 : Le Gantelet vert de Rudolph Maté : Le chauffeur
- 1952 : Allô... je t'aime d'André Berthomieu : Le détective
- 1952 : Une fille dans le soleil de Maurice Cam : Racalan
- 1952 : Nous sommes tous des assassins d'André Cayatte : Un garde
- 1952 : Manon des sources de Marcel Pagnol : Ange, le fontainier
- 1953 : Le Boulanger de Valorgue d'Henri Verneuil : Le facteur
- 1953 : L'Envers du paradis de Edmond T. Gréville : Célestin
- 1953 : Un acte d'amour d'Anatole Litvak : L'hôtelier de Villefranche
- 1954 : Le Mouton à cinq pattes d'Henri Verneuil : Le brigadier
- 1954 : Escalier de service de Carlo Rim : Le laveur
- 1954 : Ali Baba et les quarante voleurs de Jacques Becker : Un mendiant
- 1954 : Pas de souris dans le bizness d'Henri Lepage
- 1955 : Coup dur chez les mous de Jean Loubignac : Le brigadier
- 1955 : La Madelon de Jean Boyer : Un infirmier
- 1955 : Des gens sans importance d'Henri Verneuil : Le routier giflé au restaurant
- 1955 : Les Chiffonniers d'Emmaüs de Robert Darène : Casino
- 1955 : Port du désir d'Edmond T. Gréville : Le patron de la boite
- 1955 : Le Dossier noir d'André Cayatte : Le restaurateur
- 1955 : Le Printemps, l'automne et l'amour de Gilles Grangier : Le facteur
- 1956 : Papa, maman, ma femme et moi de Jean-Paul Le Chanois : L'employé du gaz
- 1956 : Marie-Antoinette reine de France de Jean Delannoy : Le locataire
- 1956 : C'est arrivé à Aden de Michel Boisrond : Le patron
- 1956 : Honoré de Marseille de Maurice Regamey : Victor le cafetier
- 1956 : Je reviendrai à Kandara de Victor Vicas
- 1957 : Le Cas du docteur Laurent de Jean-Paul Le Chanois : Robert
- 1957 : Les Suspects de Jean Dréville : Le planton de la DST
- 1957 : À pied, à cheval et en voiture de Maurice Delbez : M. Duchemin, le commerçant
- 1958 : Les Misérables de Jean-Paul Le Chanois : Le brigadier
- 1958 : À Paris tous les deux de Gerd Oswald
- 1958 : La P... sentimentale de Jean Gourguet
- 1959 : Arrêtez le massacre d'André Hunebelle
- 1960 : Cocagne de Maurice Cloche : "Flanelle", un collègue de Marc-Antoine
- 1960 : Les Honneurs de la guerre de Jean Dewever : Varesquier
- 1960 : Bouche cousue de Jean Boyer : Titin
- 1960 : Quai du Point-du-Jour de Jean Faurez : Mr Gaston, le bistrotier
- 1960 : Recours en grâce de Laslo Benedek : Le gendarme Piletti
- 1962 : Adieu Philippine de Jacques Rozier : Le chef d'émission
- 1962 : Le Diable et les Dix Commandements de Julien Duvivier dans le sketch Bien d'autrui ne prendras : Un agent
- 1963 : Jusqu'au bout du monde de François Villiers
- 1963 : La Cuisine au beurre de Gilles Grangier : Carlotti
- 1964 : Compartiment tueurs de Constantin Costa Gavras : La voix au téléphone du policier marseillais
- 1964 : De l'assassinat considéré comme un des beaux-arts de Maurice Boutel (inédit)
- 1966 : La Bourse et la Vie de Jean-Pierre Mocky : Le contrôleur du quai de Paris
- 1966 : Le Jardinier d'Argenteuil de Jean-Paul Le Chanois : Un gendarme
- 1967 : Un homme de trop de Constantin Costa Gavras : Le caissier
- 1967 : Lagardère de Jean-Pierre Decourt - version écourtée pour le cinéma de ce feuilleton télévisé : Maître Fidélio
- 1968 : L'Homme à la Buick de Gilles Grangier : Filippi, le douanier
- 1969 : Le Petit Théâtre de Jean Renoir de Jean Renoir - dans le sketch Le Roi d'Yvetot : César, le cheminot
- 1970 : Heureux qui comme Ulysse d'Henri Colpi : Le bouliste à Cavaillon
- 1970 : La Dame dans l'auto avec des lunettes et un fusil d'Anatole Litvak : Le veilleur de nuit du garage
- 1972 : Le Viager de Pierre Tchernia : Le chef de train
- 1972 : Trop jolies pour être honnêtes de Richard Balducci : Foulon, un gardien de prison
- 1975 : Guerre et Amour de Woody Allen : Le prêtre
- 1978 : La Barricade du point du jour de René Richon : Martégay

### Télévision

#### Téléfilms
- 1963 : Siegfried de Marcel Cravenne
- 1963 : La caméra explore le temps - La Vérité sur l'affaire du courrier de Lyon
- 1969 : L'Envolée belle
- 1970 : Le Petit Théâtre de Jean Renoir, de Jean Renoir
- 1975 : En votre âme et conscience
- 1975 : La Chasse aux hommes de Lazare Iglesis
- 1976 : Le Berger des abeilles de Jean-Paul Le Chanois : Huerta
- 1979 : Le Loup-cervier
- 1980 : L'Épreuve
- 1983 : Emmenez-moi au théâtre : La Baye

#### Séries télévisées
- 1957 : En votre âme et conscience, épisode : L'affaire Pranzini de  Bernard Hecht
- 1962 : L'inspecteur Leclerc enquête, série de Vicky Ivernel, épisode Black-out
- 1963 : La Route série télévisée de Pierre Cardinal
- 1965 : 22, avenue de la Victoire (mini-série) : le coiffeur
- 1965 : Les Cinq Dernières Minutes, épisode La Chasse aux grenouilles de Claude Loursais
- 1967 : Salle n°8 de Robert Guez et Jean Dewever : Monsieur Beurret (ép. 48)
- 1967 : Lagardère : Maître Fidélio
- 1969 : Le Petit monde de Marie-Plaisance
- 1969 : Jacquou le Croquant, feuilleton télévisé de Stellio Lorenzi
- 1970 : Maurin des Maures de Claude Dagues : Verdoulet
- 1971 : Les Nouvelles Aventures de Vidocq de Marcel Bluwal
- 1972 : La Demoiselle d'Avignon de Michel Wyn
- 1973 : Les Cinq Dernières Minutes : Meurtre par intérim de Claude Loursais
- 1974 : Des lauriers pour Lila
- 1975 : Paul Gauguin de Roger Pigaut
- 1975 : La Chasse aux hommes

## Théâtre
- 1941 : La Reine de la Canebière, opérette d'André Volbert, musique de Camille Martens, en tournée en Algérie[10] au Casino Music-Hall d'Alger du 24 au 30 novembre et du 22 au 28 décembre, puis au théâtre Municipal de Blida les 17 et 18 janvier 1942.
- 1942 : La Famille Bonafoux, pièce en 3 actes d'André Négis, au nouveau Casino de Nice (3 avril) : Simonetti[11]
- 1946 : César, pièce en 2 parties et 10 tableaux de Marcel Pagnol, au théâtre des Variétés, mise en scène de Christian-Gérard (14 décembre) : Fernand
- 1948 : Nous irons à Valparaiso, pièce en 4 actes et un épilogue de Marcel Achard, mise en scène de Pierre Blanchar, au théâtre de l'Athénée (2 mars)[12] puis au théâtre des Ambassadeurs le 8 septembre suivant[13] : Rabouin
- 1959 : Liberté provisoire, comédie en 4 actes de Michel Duran, mise en scène de Jean Wall, au théâtre des Célestins (9-11 janvier) : Ducroux
- 1959 : La Grève des amoureux, pièce en 3 actes de Roger Féral, mise en scène de Robert Manuel, au théâtre Marigny (15 décembre) : le facteur
- 1961 : Le Cheval chinois, comédie napolitaine d'Armando Curcio, au théâtre Charles de Rochefort (20 septembre) : Palmieri
- 1962 : La Contessa ou la volupté d'être, pièce de Maurice Druon, mise en scène de Jean Le Poulain, au Théâtre de Paris (7 mars) : Nino
- 1965 : Le Plus grand des hasards, comédie en 2 actes de Max Régnier et d'André Gillois, mise en scène de Georges Douking, au théâtre de la Porte-Saint-Martin (17 septembre) : Pascal
- 1966 : La Perruche et le Poulet, pièce en 3 actes de Robert Thomas, mise en scène de l'auteur, au théâtre du Vaudeville : l'agent Maximin
- 1969 : Fanny, pièce en 3 actes de Marcel Pagnol, mise en scène d'Henri Vilbert, au théâtre de la Porte-Saint-Martin (28 février) : le facteur / le docteur.

Au théâtre ce soir
- 1969 : Le Deuxième Coup de feu, comédie policière en 4 actes de Robert Thomas, mise en scène de l'auteur, réalisation Pierre Sabbagh, au théâtre Marigny (28 février) : un livreur
- 1969 : La Perruche et le Poulet, pièce en 3 actes de Robert Thomas, mise en scène de l'auteur, réalisation Pierre Sabbagh, au théâtre Marigny (7 juin) : l'agent Maximin
- 1975 : Les Hannetons, comédie en 3 actes d'Eugène Brieux, mise en scène de René Clermont, réalisation Pierre Sabbagh, au théâtre Édouard VII : le père Langlois.